# Mono
 Ovo je glavno značenje pojma Mono. Za druga značenja pogledajte Mono (razdvojba).
Mono, kolektivno ime za skupine i bande šošonskih Indijanaca koje klasificiraju među Sjeverne Pajute, nastanjenih u Kaliforniji na jugozapadu Velikog bazena. Grupe Mono Indijanaca geografski se dijele na Zapadne (Western) često nazivanih kao Monachi i istočne (Eastern) i po govoru su srodni Owens Valley Pajutima. Smatra se da se u slučaju Owens Valley Paiute i Eastern Mono radi o istim skupinama prethodno nazivanim Eastern Mono, ali se na karti Velikog bazena (vidi  Arhivirana inačica izvorne stranice od 20. lipnja 2006. (Wayback Machine)) jezici Owens Valley Pajuta i Eastern Mono Indijanaca posebno navode kao western numic dijalekti. 
Zapadni Mono Indijanci podijeljeni su na više plemena organiziranih po totemskim patrilinearnim klanovima, a u područje Bazena došli su, kaže Mary Ann Resendes, između 890 i 900 godine. Njihova plemena su: Balwisha, Holkoma, Northfork Mono, Posgisa ili Poshgisha, Waksachi i Wobonuch. Oni danas žive u Dunlapu (banda Dunlap Mono; ili Dunlap Band of Mono Indians) i na rezervatima Big Sandy, Cold Springs, i North Fork. Owens Valley Paiute (njih oko 2,200) čije su skupine isprva nazivane Eastern Mono danas žive na rezervatima Benton, Bishop, Big Pine, Lone Pine i Fort Independence 

## Vanjske poveznice
- Handbook of Indians of California (1919), by A. L. Kroeber (1919): The Paiute, Mono, and Koso.
- Monache